# قاعدة بيانات الأفلام العربية
قاعدة بيانات الأفلام العربية هو موقع على الإنترنت يحوي معلومات تنمو يوميا عن الأفلام العربية والممثلين والمخرجين والمنتجين العرب. فقد تم إدخال 20,811 عمل، منها 11,202 فيلم و 4,923 مسلسل، ويشارك في تحرير الموقع 18,131 مستخدم حتى تاريخ 2012. وهذه أول قاعدة معلومات للسينما العربية تمكن التفاعل مع مستخدميها ولكنها تحمل شارة حقوق التأليف، أي أنها لا تحمل ترخيصا حرّا لمواضيعها أو صورها. يشابه الموقع في طبيعته موقع قاعدة بيانات الأفلام على الإنترنت.

## وصلات خارجية
- الموقع الرسمي